# Archipialea chilensis
Archipialea chilensis är en tvåvingeart som beskrevs av Evert I. Schlinger 1973. Archipialea chilensis ingår i släktet Archipialea och familjen kulflugor. Inga underarter finns listade i Catalogue of Life.